# Ditlev Reventlow (kansler)
 Der er flere personer med dette navn, se Ditlev Reventlow.
Ditlev Reventlow (født 4. eller 27. april 1600 på Gut Ziesendorf ved Rostock, død 13. august 1664 i Kiel) var tysk kansler i Danmark og tilhørte den ældre mecklenburgske linje af slægten Reventlow.
Han studerede først i Rostock 1615, derpå i Strasburg og rejste så i Frankrig, England, Holland og Italien. Efter fra 1624 at have været kammerjunker hos hertug Adolf Frederik 1. af Mecklenburg trådte han i tjeneste hos ærkebisp Johan Frederik af Bremen, først som hans råd og kammerjunker, siden som hans marskal, og benyttedes i adskillige diplomatiske sendelser, som 1627 til Sachsen og kejseren, 1628 til Tilly og Wallenstein og 1630 til kurfyrstedagen i Regensburg.

## Blev 1632 Christian 4.s tyske kansler
Imidlertid var Christian 4.s opmærksomhed blevet henledt på ham, hvis far havde været i dansk tjeneste.
I september 1632 overdroges det Henrik Rantzau til Schmool at forhandle med ham, og resultatet blev, at han endnu inden årets udgang blev gehejmeråd og tysk kansler.
Hurtig blev han kongens meget betroede mand, hvem vigtige forhandlinger i Tyskland overdroges.
Allerede i december 1632 sendtes han til Sachsen for at skille kurfyrsten fra Sverige og virke for underhandlinger om særfred mellem ham og kejseren.
Fra Dresden gik han til kurfyrst Maximilian 1. af Bayern og derpå til Wallenstein i Prag.
Næppe var han kommen tilbage til København i april 1633, før han i juli på ny sendtes til kurfyrsten af Sachsen for at træffe overenskomst om den udvalgte prins Christians forlovelse med Magdalena Sibylla.
I slutningen af 1634 fulgte han hertug Frederik (3.) til Bremen Stift, efter at dette var blevet ledigt ved hans forrige herre Johan Frederiks død, og medvirkede ved afslutningen af overenskomsten med de svenske befuldmægtigede i februar 1635.
I de følgende år havde han mest ophold i Glückstadt og var der fra en af hovedmændene ved kongens vigtige underhandlinger om fredsmæglingen i Hamborg i årene 1639-42 både med de kejserlige befuldmægtigede Kurtz, Lützow og Auersperg og det engelske sendebud Thomas Roe.
1641 var han desuden i Stade ved forligsforhandlingerne med de nederlandske gesandter.
1643 sendtes han til Braunschweig i anledning af hertug Frederiks ægteskab med Sophie Amalie.
Til alle disse hverv medbragte den smukke, fine og kundskabsrige mand betydelige evner i retning af praktisk dygtighed og talent til at gribe fordelene ved en situation.
Han var tilmed forsigtigere end en mand som Christian Pentz, der jo en tid var Christian 4.'s egentlige udenrigsminister.
Men det synes ikke, at han har besiddet egentligt større overblik og skarpsynethed eller været i stand til at udkaste større planer.
Thomas Roe fremhæver hans protestantiske sindelag og hans uegennyttighed, og der er derfor næppe grund til at fæste lid til en beskyldning imod ham for at have været bestukket af Spanien.
Efter krigens udbrud 1643 forlod han Glückstadt og tog i flere år ophold i København som leder af det tyske kancelli.
I denne egenskab forhandlede han 1644 både med de nederlandske gesandter og med den kejserlige udsending Plettenberg og den franske de la Thuillerie.
1647 sendtes han til Sachsen i anledning af prins Christians død der.
Imidlertid var han 1639 (-46) blevet forlenet med Romsdalen i Norge.
Vigtigst var det dog, at han 1642 udnævntes til amtmand over Haderslev Amt.
Denne udnævnelse vakte den stærkeste misfornøjelse hos det slesvig-holstenske ridderskab, fordi han ikke var indfødt, men mecklenburger, og vistnok tillige fordi han både i hertugdømmerne og, som det synes, i Danmark var anset for at nære udpræget monarkisksindede anskuelser.
Den blev også grunden til hans fald.

## Afsat 1648 af Frederik 3.
Thi da Frederik 3. ved sin tronbestigelse anså det for rigtigst at være imødekommende mod stænderne, blev han i oktober 1648 afsat fra sin amtmandspost.
Hertil skal dog have medvirket uvenskab både fra Christian Rantzaus og Corfits Ulfeldts side og måske ikke mindst Theodor Lentes bestræbelser for at få magten i det tyske kancelli.
I hvert fald mistede han også kanslerembedet.
I foråret 1649 forhandledes der dog på ny med ham om at overtage dette embede, men det blev ikke til noget.
Endnu i samme år hed det sig, at han ville gå i svensk tjeneste, men heller ikke dette skete.
Han førte i den følgende tid et ganske tilbagetrukket liv, dels i Hamborg hvor han havde et kanonikat, og dels på sine godser (Futterkamp og Waterneverstorf i Holsten og Himmelmark ved Egernførde), indtil han døde 13. (eller 12.) august 1664 i Kiel.
Han blev begravet i Slesvig Domkirke.

## Familie
Ditlev Reventlow var søn af Henning Reventlow (død 1624) og Sophie Sperling på Ziesendorf ved Rostock i Mecklenburg.
Efter en forlovelse med Dorothea Pogwisch, der døde 1635, havde han 1636 ægtet Christina Rantzau (1618 - 2. maj 1668), datter af Henrik Rantzau til Neuhaus.
De fik 12 børn, deriblandt:
- Henning Reventlow (1640-1705), gehejmeråd
- Conrad Reventlow (1644-1708), storkansler
- Ditlev Reventlow (1654-1701), gehejmeråd

### Slægtsoplysninger
- https://finnholbek.dk/getperson.php?personID=I7360&tree=2
- https://reventlow.dk/tng/getperson.php?personID=I7355